# Stauroderus
A Stauroderus a sáskafélék rendszertani családjának egyik neme. Az ide tartozó fajok Eurázsiában, az Ibériai-félszigettől Dél-Szibériáig.

## Fajok
A genusba 3 faj tartozik. Magyarországon a hangos hegyisáska képviseli.
1. Stauroderus campestris (Stål, 1861)
2. Stauroderus scalaris (Fischer von Waldheim, 1846) - hangos hegyisáska (típusfaj)
3. Stauroderus yunnaneus (Uvarov, 1925)